# Promilleenhet
Promilleenhet är ett begrepp som används för att uttrycka den aritmetiska differensen av två promilletal. Om något ökar från exempelvis 5 promille till 6 promille är ökningen 1 promilleenhet. Det är också korrekt att säga att ökningen är 20 procent (eftersom talet 6 är 20 procent större än talet 5).

## Relatade begrepp
- Procent (%)
- Procentenhet
- Promille (‰)
- Baspunkt (finansiell punkt, hundradels procentenhet)
- Parts per million (ppm)
- Parts per billion (ppb)